# Alban Moga
Pas d'image ? Cliquez ici

a Compétitions nationales et continentales officielles uniquement.

b Matchs officiels uniquement.
Dernière mise à jour le 23 août 2009.
Alban Moga (dit Bambi) est un joueur français de rugby à XV, de 1,87 m pour 109 kg, né le 1er mai 1923 à Bordeaux, mort le 5 avril 1983 à Pessac, deuxième ligne du CA Bègles.

## Biographie
Tout comme son grand ami Robert Soro du FC Lourdes, également seconde ligne à ses côtés en équipe de France après-guerre, il est issu d'une famille d'origine espagnole, de la province du Val d'Aran. Il est le benjamin de 4 frères : Alfred (né en 1917), Alphonse dit "Fonfon" (né en 1919), André (né en 1921) et Alban (né en 1923). Les 3 plus jeunes (Alphonse, André et Alban) jouèrent ensemble sous les couleurs de l'équipe girondine de Bègles, le Club Athlétique Béglais.
Alban fit ses débuts au club comme trois-quarts aile, puis devint rapidement pilier avant-guerre en 1939. Il était un excellent sauteur en touche.
En 1945, il fut licencié avec Fonfon quelques mois au Stade français, cher à leur ami d'alors, un certain Jacques Chaban-Delmas (avec lequel Alban partagea une sélection nationale en 1945).
La mise à l'écart du sein de l'équipe de France de Robert Soro en 1950 (à la suite d'une prise de poids excessive et de certains propos mal perçus par les dirigeants de l'époque, d'où une évocation de professionnalisme) poussa Alban à quitter immédiatement le groupe national. Le terrain municipal de rugby de Martignas-sur-Jalle, en Gironde porte le nom de Stade Alban-Moga. 
De son côté, André fut Président du CA Bèglais de 1959 à 1983, date de la fusion du Club avec son voisin de Bordeaux. De 1987 à 1992 (date de sa mort), il reprend la présidence de la structure qui prendra rapidement le nom du Club Athlétique Bègles-Bordeaux ou CABB. On donnera plus tard le nom d'André-Moga au terrain de Bègles. Il fut aussi Président du Comité Côte d'argent, et vice-président de la FFR au début des années 1980. Ses trois fils Alain, Michel et Alban eurent également des responsabilités diverses au club, dont la vice-présidence pour Alban.

## Palmarès
- 22 sélections en équipe de France A, de 1945 à 1949
- Il participe aux trois premiers Tournois des Cinq Nations de l'après-guerre, de 1947 à 1949
- 1re tournée française, en Argentine en 1949
- Coupe de France en 1949 (avec ses frères André (seconde ligne également) et Alphonse (pilier gauche)), et demi-finaliste en 1943 (avec eux)
- Vice-champion de France junior en 1939
- son nom a été donné au stade de rugby et à un des complexes sportifs de la commune de Martignas-sur-Jalle (Gironde)